# Pommiers-Moulons
Pommiers-Moulons és un municipi francès situat al departament del Charente Marítim i a la regió de la Nova Aquitània. L'any 2007 tenia 188 habitants.

## Demografia

### Població
El 2007 la població de fet de Pommiers-Moulons era de 188 persones. Hi havia 84 famílies de les quals 24 eren unipersonals (12 homes vivint sols i 12 dones vivint soles), 24 parelles sense fills, 24 parelles amb fills i 12 famílies monoparentals amb fills.
La població ha evolucionat segons el següent gràfic:
Habitants censats

### Habitatges
El 2007 hi havia 99 habitatges, 81 eren l'habitatge principal de la família, 4 eren segones residències i 14 estaven desocupats. Tots els 97 habitatges eren cases. Dels 81 habitatges principals, 62 estaven ocupats pels seus propietaris, 13 estaven llogats i ocupats pels llogaters i 6 estaven cedits a títol gratuït; 1 tenia una cambra, 2 en tenien dues, 9 en tenien tres, 21 en tenien quatre i 48 en tenien cinc o més. 39 habitatges disposaven pel capbaix d'una plaça de pàrquing. A 42 habitatges hi havia un automòbil i a 35 n'hi havia dos o més.

### Piràmide de població
La piràmide de població per edats i sexe el 2009 era:
| Homes | Edats   | Dones |
| ----- | ------- | ----- |
| 0     | 95 o +  | 0     |
| 1     | 90 a 94 | 2     |
| 2     | 85 a 89 | 2     |
| 2     | 80 a 84 | 3     |
| 6     | 75 a 79 | 5     |
| 10    | 70 a 74 | 8     |
| 4     | 65 a 69 | 6     |
| 4     | 60 a 64 | 4     |
| 4     | 55 a 59 | 4     |
| 7     | 50 a 54 | 4     |
| 7     | 45 a 49 | 7     |
| 10    | 40 a 44 | 8     |
| 3     | 35 a 39 | 4     |
| 6     | 30 a 34 | 3     |
| 4     | 25 a 29 | 4     |
| 4     | 20 a 24 | 1     |
| 5     | 15 a 19 | 5     |
| 5     | 10 a 14 | 6     |
| 5     | 5 a 9   | 2     |
| 5     | 0 a 4   | 2     |

## Economia
El 2007 la població en edat de treballar era de 109 persones, 82 eren actives i 27 eren inactives. De les 82 persones actives 68 estaven ocupades (39 homes i 29 dones) i 14 estaven aturades (4 homes i 10 dones). De les 27 persones inactives 14 estaven jubilades, 4 estaven estudiant i 9 estaven classificades com a «altres inactius».

### Ingressos
El 2009 a Pommiers-Moulons hi havia 79 unitats fiscals que integraven 199 persones, la mediana anual d'ingressos fiscals per persona era de 15.021 €.

### Activitats econòmiques
Dels 3 establiments que hi havia el 2007, 2 eren d'empreses de construcció i 1 d'una empresa de comerç i reparació d'automòbils.
Dels 4 establiments de servei als particulars que hi havia el 2009, 2 eren paletes, 1 guixaire pintor i 1 fusteria.
L'any 2000 a Pommiers-Moulons hi havia 24 explotacions agrícoles que ocupaven un total de 969 hectàrees.

## Poblacions més properes
El següent diagrama mostra les poblacions més properes.